# Distretto di Erbaa

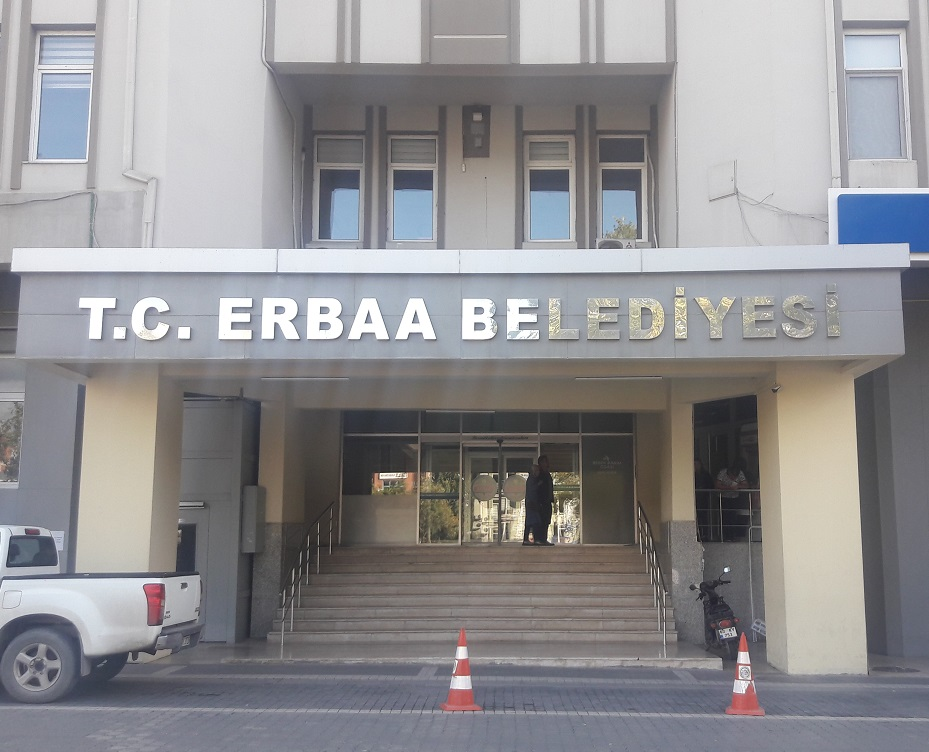
Municipal building of Erbaa

Il distretto di Erbaa (in turco Erbaa ilçesi) è uno dei distretti della provincia di Tokat, in Turchia.